# Пустыня штата Мэн
Пустыня штата Мэн (англ. Desert of Maine) — участок среди соснового леса, покрытый ледниковым лёссом (англ.  glacial silt), расположен в округе Камберленд, штат Мэн, США, в четырёх километрах к западу от города Фрипорт.

## История

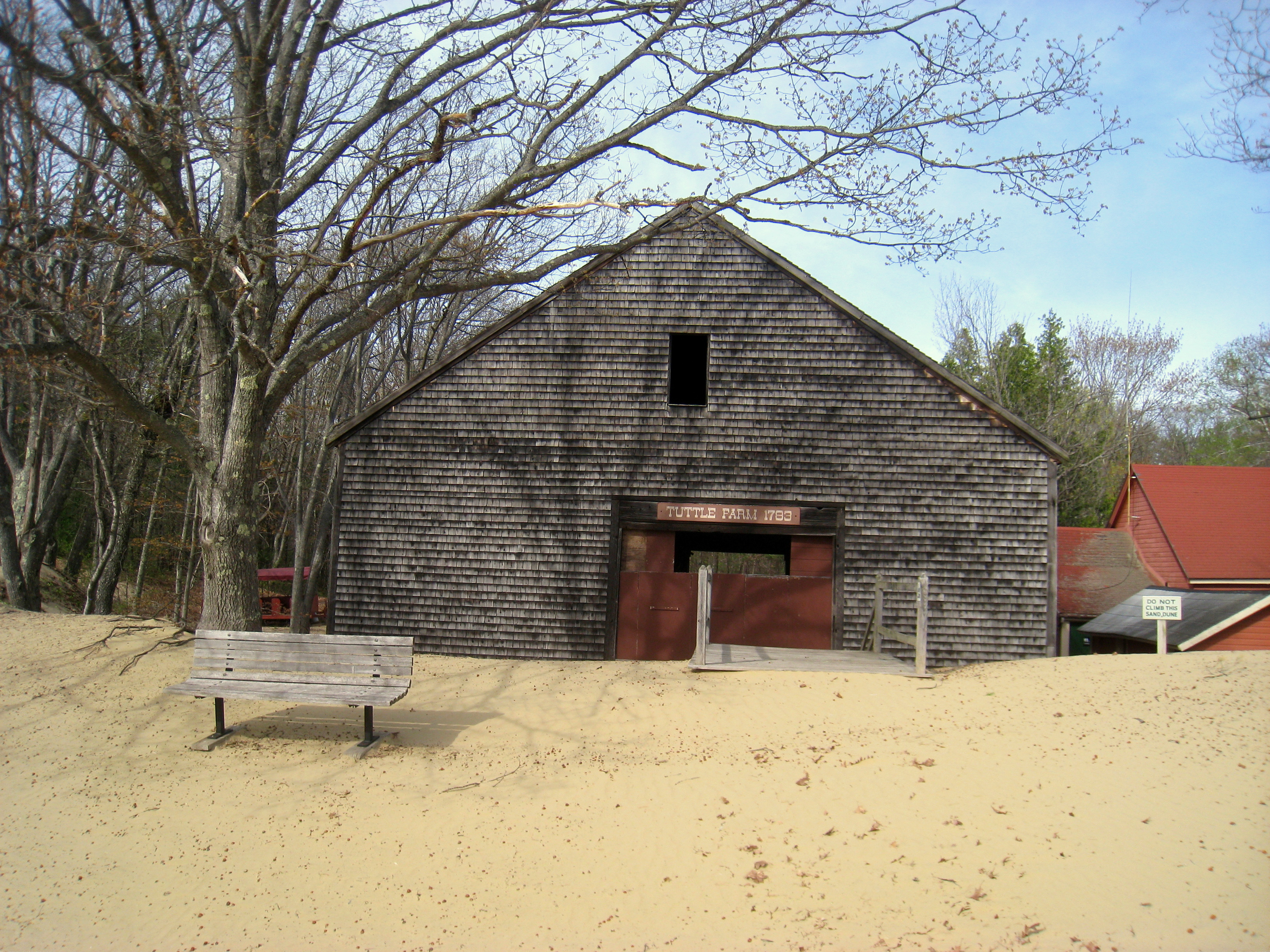
Ферма Таттл 1783 года постройки

В 1783 году территорию в 300 акров с первоклассной почвой купил Уильям Таттл. Несколько десятилетий он без проблем выращивал скот и злаки. Его потомки дополнительно завели овец, но вследствие неверного ухода за землёй и скотом (овцы вырывали из земли растения с корнями) началась эрозия: сначала небольшой участок стал похож на пустыню, а затем процесс охватил площадь всей фермы. Причина состоит в том, что около десяти тысяч лет назад, во время последнего ледникового периода, скользящие ледники перемалывали камни в гальку, а затем в песок. В южном Мэне толщина такого слоя составляет около 27 метров. В течение последующих веков этот песок покрывался плодородной почвой, и ко времени появления первых европейских поселенцев здесь уже росли густые леса, а почва была пригодна для ведения хозяйства, однако именно в этом месте слой хорошей почвы оказался тонким. Не удерживаемый корнями растений, он выдувался ветрами, смывался водами. Семья Таттлов пыталась сражаться с наступающей пустыней, но сдалась, и в начале XX века отказалась от этой земли. В 1919 году она была выкуплена за 300 долларов неким Генри Голдрапом, который к 1925 году превратил бывшую ферму в туристическую достопримечательность. В 1950-х годах для создания соответствующей атмосферы хозяевами земли была куплена верблюдица по имени Сара, но она взяла привычку кусать посетителей и плеваться в них, и поэтому её пришлось отправить в зоопарк. Сару заменили два искусственных верблюда в натуральную величину.

## Описание
«Пустыня» занимает площадь в 160 000 м² (16 гектаров). Она не является полностью природной, её состояние тщательно поддерживается, в частности, удаляются лишние растения, появляющиеся на поверхности.
В настоящее время Пустыня штата Мэн является местной диковиной, на территории работает сувенирный магазин, музей песка и фермерский музей (амбар, построенный более 200 лет назад, является единственной постройкой, сохранившейся от семьи Таттл), посещаемость составляет около 30 000 человек в год. Специальный транспорт возит туристов по наиболее интересным местам пустыни, например, показывают амбар, построенный в 1935 году, в 1962 году граница песка добралась до него, и ныне он погребён под его слоем, толщиной почти 2,5 метра. Деревья, в частности сосны, приспособились к жизни в песке, однако они почти лишились коры, которая уничтожается летающими во время ветров песчинками.